# Crypsotidia griseola
Crypsotidia griseola är en fjärilsart som beskrevs av Rothschild 1921. Crypsotidia griseola ingår i släktet Crypsotidia och familjen nattflyn. Inga underarter finns listade i Catalogue of Life.